# Schwarzenbek-Land
Schwarzenbek-Land é uma associação municipal da Alemanha do estado de Schleswig-Holstein, distrito de Lauenburg.
É composto dos seguintes municípios (população em 31/12/2006):
1. Basthorst (394)
2. Brunstorf (623)
3. Dahmker (156)
4. Elmenhorst (906)
5. Fuhlenhagen (305)
6. Grabau (291)
7. Groß Pampau (134)
8. Grove (252)
9. Gülzow (1288)
10. Hamfelde (469)
11. Havekost (146)
12. Kankelau (218)
13. Kasseburg (535)
14. Kollow (651)
15. Köthel (294)
16. Kuddewörde (1377)
17. Möhnsen (537)
18. Mühlenrade (191)
19. Sahms (366)